# Ron Allen (cầu thủ bóng đá)
Ronald Leslie Allen (22 tháng 4 năm 1935 – 2006) là một cầu thủ bóng đá người Anh có 60 lần ra sân ở Football League thi đấu cho Lincoln City. Ông thi đấu ở vị trí hậu vệ. Trước khi gia nhập Lincoln, ông đầu quân cho Birmingham City vài năm nhưng không được nằm trong đội một, và sự nghiệp kết thúc vì ông bị gãy chân vào tháng 12 năm 1960.